# Папірнянська діброва
Папірня́нська дібро́ва — ботанічна пам'ятка природи місцевого значення в Україні. Розташована на північ від села Папірня Теребовлянського району Тернопільської області, в межах лісового урочища «Чорний ліс». 
Площа 8,8 га. Оголошена об'єктом природно-заповідного фонду рішенням виконкому Тернопільської обласної ради № 189 від 30 серпня 1990 року. Перебуває у віданні ДП «Тернопільське лісове господарство» (Буданівське лісництво, кв. 48, вид. 4). 
Під охороною — високопродуктивне насадження дуба 1-го бонітету віком 100 років. Має господарську, наукову та естетичну цінність.